# Parada Salles da Cruz
A Parada Salles da Cruz foi uma estação ferroviária pertencente ao Ramal Mairinque-Santos da antiga EFS.
Foi inaugurada em 1941 e localizava-se em meio à Serra do Mar, no município de São Vicente-SP.
Foi uma parada com cobertura que já chegou a receber os trens de passageiros da EFS e da FEPASA. Assim como a Estação Mãe Maria, foi desativada muito antes do fim do atendimento de passageiros no ramal, que ocorreu em 1997; em 1986 já estava em estado de abandono.
A região aonde se localizava a parada é de difícil acesso. Não há ligação viária, sendo ponto de passagem dos trens que desciam a serra com destino a Santos.
Com o fim do atendimento a passageiros no ramal, hoje a região é ponto de passagem dos trens cargueiros da Rumo Logística (Antiga ALL).